# Xerolycosa
Genre
Synonymes
- Saitocosa Roewer, 1960

Xerolycosa est un genre d'araignées aranéomorphes de la famille des Lycosidae.

## Distribution
Les espèces de ce genre se rencontrent en écozone paléarctique et à Zanzibar.

## Liste des espèces
Selon World Spider Catalog (version 25.0, 13/06/2024) :
- Xerolycosa miniata (C. L. Koch, 1834)
- Xerolycosa mongolica (Schenkel, 1963)
- Xerolycosa nemoralis (Westring, 1861)
- Xerolycosa sansibarina Roewer, 1960
- Xerolycosa xinjiangensis Wang, Marusik, Peng & Zhang, 2024

## Systématique et taxinomie
Ce genre a été décrit par Dahl en 1908 dans les Lycosidae.
Saitocosa a été placé en synonymie par Yaginuma en 1986.

## Publication originale
- Dahl, 1908 : « Die Lycosiden oder Wolfsspinnen Deutschlands und ihre Stellung im Haushalt der Natur. Nach statistichen Untersuchungen dargestellt. » Nova Acta Academiae Caesarae Leopoldino-Carolinae Germanicae Naturae Curiosorum, vol. 88, p. 175-678.